# Eric Lott
Eric Lott, né en 1959, est un historien culturel américain et professeur émérite d'anglais au Graduate Center de CUNY à New York. Auparavant, il était membre du corps professoral du département d'anglais de l'Université de Virginie. 

## Biographie
Lott obtient son doctorat en 1991 de l'Université Columbia. Son livre sur les origines, l'évolution et la signification culturelle du blackface minstrel, Love and Theft: Blackface Minstrelsy and the American Working Class (1993), reçoit le prix Avery O. Craven en 1994 de l'Organization of American Historians et le premier prix annuel de langue moderne. Prix du « Meilleur premier livre » de l'Association et livre exceptionnel sur le thème des droits de l'homme en 1994 par le Centre Gustavus Myers pour l'étude des droits de l'homme. Love and Theft documente abondamment le racisme et l'appropriation culturelle inhérents aux performances blackface ; Lott soutient également que cela démontre un courant de désir homosexuel pour le corps des hommes noirs, il soutient également que « mélangé à des parodies vicieuses et à une appropriation déséquilibrée, le minstrel impliquait un véritable amour de la culture afro-américaine ».
Il est largement rapporté que Bob Dylan a pris le titre de son album Love and Theft de celui du livre de Lott ; Lott, à son tour, considérait son propre titre comme « un riff sur » Love and Death in the American Novel de Leslie Fiedler. 
Les écrits de Lott sont également apparus dans de nombreuses publications, telles que The Village Voice, The Nation, Transition et American Quarterly. Il est l'un des codirecteurs du Futures of American Studies Institute du Dartmouth College. 
Le dernier livre de Lott, Black Mirror, étend son point de vue sur les contradictions du racisme américain à des thèmes plus contemporains, notamment la présidence de Barack Obama, l'usurpation d'identité d'Elvis et Love and Theft de Dylan. L'analyse du livre est fortement motivée par l'analyse marxiste concernant la « plus-value », qui s'étend à une analyse du « capital symbolique » de l'appropriation culturelle.

## Livres
- The Disappearing Liberal Intellectual (2006)
- Love and Theft: Blackface Minstrelsy and the American Working Class (1993, 2e édition en 2013)
- Black Mirror: The Cultural Contradictions of American Racism (2017)